# John Burnheim
John Burnheim (* 20. April 1927 in Sydney, Australien; † 26. Oktober 2023) war ein australischer Philosoph. Er war Professor für Philosophie an der Universität Sydney und Rektor des dortigen St. John’s College.

## Leben
John Burnheim stammte aus einer katholischen Familie irischer Herkunft. Er besuchte ab 1943 das katholische Priesterseminar in Sydney. Mit einem Stipendium der Kirche studierte er in Irland, machte dort sein Master-Examen und promovierte an der Katholischen Universität Leuven.
Nach seiner Rückkehr aus Europa wurde er zunächst Professor für Philosophie am katholischen St. Columba’s Seminary in Springwood. Nach seinem Kirchenaustritt wurde er Lektor für Philosophie und ab 1974 Professor für Allgemeine Philosophie der Universität Sidney. Er heiratete und bekam zwei Töchter. 1990 ging er vorzeitig in den Ruhestand.

## Werk
In seinem Buch Über Demokratie – Alternativen zum Parlamentarismus (1987) prägte John Burnheim den Begriff Demarchie, um ein politisches System zu beschreiben, das keinen souveränen Staat oder Bürokratien kennt, sondern stattdessen von Entscheidungsträgern geführt wird, die per Zufallsentscheid ausgewählt werden. Damit kommt es den Demokratie-Ideen der klassischen Antike sehr nahe, wie sie beispielsweise Thucydides beschrieb. Im Jahr 2006 veröffentlichte Burnheim eine zweite englische Ausgabe seines Buches mit einem neuen Vorwort.
In seinem Buch To Reason Why: From Religion to Philosophy and Beyond legte er ausführlich die Gründe dar, die ihn zum Austritt aus der Kirche bewegt haben.

## Publikationen
- What is logic: being an excerpt from a dissertation entitled "An essay on Gottlob Frege's theory of logic" (1954)
- Über Demokratie – Alternativen zum Parlamentarismus. Wagenbach, Berlin 1987 (englisch: Is Democracy Possible? Cambridge 1985.).[5]
- Is democracy possible? The alternative to electoral politics 2nd edition (2006) Sydney University Text and Imaging Service (SETIS)
- To Reason Why: From Religion to Philosophy and Beyond. Sydney, Australia: Darlington Press 2011 (Autobiografie)
- The demarchy manifesto – for better public policy. Exeter März 2016 (englisch).[7]